# Margaretha Åsberg
Margaretha Åsberg Håfström, tidigare Barbro Margareta Håfström, ogift Jönsson, född 25 juli 1939 i S:t Matteus församling i Stockholm, är en svensk koreograf och dansare. Åsberg är en av de mest ansedda koreograferna inom modern dans i Sverige.  År 1979 startade hon dansgruppen Pyramiderna och 1986 Moderna dansteatern i Stockholm. Mellan 1992 och 2002 innehade hon Sveriges första professur inom dansområdet.
Margaretha Åsberg är dotter till språkläraren Johannes (John) Henry Shanwell och barnsköterskan Anna Jönsson. Hon var 1960–1972 gift med fotografen Sven Åsberg (född 1932) och 1972–1991 med konstnären Jan Håfström (född 1937). Hon är mor till journalisten Dan Håfström.

## Utbildning och verksamhet
Margaretha Åsberg utbildade sig vid Operans balettskola 1951–1957, vid Juilliard School of Music i New York och The Martha Graham School of Contemporary Dance 1962–1964 samt vid Koreografiska institutet i  Stockholm 1964–1968. Åsberg blev på 60-talet solodansare hos Birgit Åkesson och var med om att introducera den postmoderna dansen i Sverige. Samtidigt kom hon i kontakt med avantgardescenen Fylkingen i Stockholm där hon fick utrymme för sina idéer och samarbeten med tonsättare, bildkonstnärer och författare.
I slutet av 1970-talet satte Åsberg upp det uppmärksammade  postmodernistiska verket Pyramiderna och startade samtidigt dansgruppen med samma namn. Hon tog initiativet till bildandet av Moderna dansteatern (MDT) på Skeppsholmen i Stockholm som invigdes 1986. Åsberg var teaterns konstnärliga ledare i nära tjugo år, till 2004. År 1992 blev hon Sveriges första professor inom dansområdet; professor i koreografisk komposition vid Danshögskolan i Stockholm. Hon innehade posten fram till 2002. År 2010 var hon med att starta Skeppsholmstudion, studion ger en handfull professionella koreografer möjligheten att koncentrerat arbeta med experiment inom danskonsten.
Margaretha Åsberg har skapat ett tjugotal helaftonsverk. Hennes koreografier karaktäriseras av ett nära samarbete med samtidens främsta företrädare inom bildkonst, ny musik, diktkonst och ljuskonst. Ämnen för hennes verk spänner från indianska myter till astrofysik och formen från minimalism och perfomance till koreograferad teater.
Åsberg är representerad vid bland annat Göteborgs konstmuseum.

## Dansverk i urval
- 2006 Tusen år hos Gud, uppförd på Elverket.
- 2003 In the Shadow of P
- 2001 Pyramiderna, nyuppsättning
- 1992 Hommage à Louïse Fuller, uppfördes vid  Nobelfesten.
- 1986 Yucatan, Frida Kahlo-inspirerat invigningsverk på MDT.
- 1989 Atlanten, med text av Marguerite Duras.
- 1979 Pyramiderna
- 1976 Life boat

## Filmer
- 1978 Natten den 19 november

## Priser och utmärkelser
- 1998 – Läkerols kulturpris
- 2005 – Litteris et Artibus
- 2008 – Längmanska kulturfondens stora pris
- 2009 – Kungliga priset

## Fotnoter
1. 1 2 3  Sveriges befolkning 1990, CD-ROM, Version 1.00, Riksarkivet (2011).
2. ↑  Åsberg, Margaretha, koreograf, professor, Sthlm i Vem är det / Svensk biografisk handbok / 1993 / s 1230.
3. ↑  Sveriges befolkning 1970, CD-ROM, Version 1.04, Sveriges Släktforskarförbund (2002).
4. ↑  Göteborgs konstmuseum